# Trygve Nagell

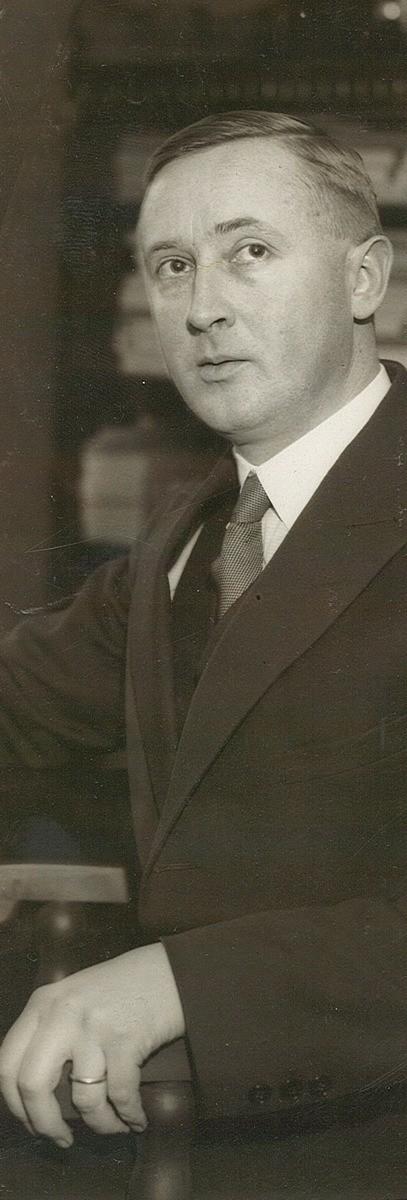
Trygve in den 1930er Jahren

Trygve Nagell (zuerst hieß er Nagel) (* 13. Juli 1895 in Oslo; † 24. Januar 1988 in Uppsala) war ein norwegischer Mathematiker, der sich mit Zahlentheorie beschäftigte.

## Biografie
Nagell studierte an der Universität Oslo bei Axel Thue. Danach besuchte er zahlreiche europäische Universitäten (u. a. Hamburg, Göttingen, Berlin, Straßburg, Paris, Bologna, St. Petersburg). 1931 wurde er Professor an der Universität Uppsala, wo er bis zu seiner Emeritierung 1962 blieb. Auch danach wohnte er in Uppsala.
Während des Zweiten Weltkriegs betreute er das norwegische Gymnasium in Uppsala. 1951 erhielt er den norwegischen St. Olafs-Orden (Komtur) und 1939 wurde er Ritter des schwedischen Nordstern-Ordens. 1947 erhielt er das Freiheitskreuz Haakon VII. Er war seit 1925 Mitglied der Norwegischen Akademie der Wissenschaften, seit 1952 der Kongelige Norske Videnskabers Selskab und seit 1943 der Königlich Schwedischen Akademie der Wissenschaften. Die Universität Uppsala zeichnete ihn 1956 mit der Ehrendoktorwürde aus.
Nagell beschäftigte sich mit diophantische Gleichungen (Lösungen von Polynomen in ganzen Zahlen). Speziell befasste er sich mit elliptischen Kurven über den rationalen Zahlen (Kurven vom Geschlecht 1). Bekannt ist er für den Satz von Lutz und Nagell, der eine Berechnung der Torsionspunkte elliptischer Kurven über den rationalen Zahlen erlaubt. Er untersuchte auch die möglichen Torsionsgruppen. Hier wurde er allerdings durch die Resultate von Barry Mazur 1977 überholt. 
Er war zweimal verheiratet und hatte zwei Kinder aus erster Ehe.

## Schriften
- Introduction to Number Theory, Wiley 1951, 2. Auflage Chelsea 1981.
- L'analyse indéterminée de degré supérieur, Gauthier-Villars, Paris 1929
- Collected Papers., Queen´s University, Queen's papers in pure and applied mathematics, 4 Bände, 2002 (Herausgeber Paulo Ribenboim).